# Kerk van Niekerk (Westerkwartier)
De kerk van Niekerk is een van oorsprong romaans kerkgebouw uit de middeleeuwen in Niekerk, Westerkwartier in de provincie Groningen.

## Beschrijving
De kerk is opgetrokken uit baksteen en tufsteen en is een van de oudste van het Westerkwartier. Het oudste deel stamt uit de 12e of eerste helft van de 13e eeuw. Het schip is nog volledig opgetrokken in tufsteen. De kerktoren werd in de 13e eeuw opgetrokken uit baksteen en delen tufsteen die bij de afbraak van dat deel van de kerk vrijkwam. In die eeuw werd ook een zijbeuk gebouwd aan de zuidzijde. Aan de noordzijde is de muur ook open geweest; waarschijnlijk wilde men ook aan noordzijde een zijbeuk aanbouwen, maar om onbekende redenen is het hiervan niet gekomen en is de kerk daar weer dichtgemetseld.
Het dak van de kerk bestond oorspronkelijk uit riet en werd later voorzien van dakpannen. De oorspronkelijke apsis werd midden 17e eeuw vervangen door het huidige driezijdig gesloten koor. Mogelijk is toen ook het oude altaar van Bremer zandsteen dat tijdens de reformatie werd weggehaald, als puin onder de vloer gelegd (teruggevonden in 1967 bij de restauratie).
In 1879 werd de kerk gepleisterd, wat rond 1967 bij een restauratie weer ongedaan is gemaakt. Bij die restauratie zijn ook de oude romaanse vensters weer teruggezet. In de kerk staat onder andere een rijk gesneden preekstoel uit 1705 van de hand van Allert Meijer en Jan de Rijk. De oude kerkklok van 1620 van de Lotharingse klokkengieters François Simon en André Obertin (Aubertin) werd in de Tweede Wereldoorlog omgesmolten en na de oorlog vervangen door een nieuwe. 
Het kerkorgel van de gebroeders Van Oeckelen dateert van 1895. Het kerkhof rond de kerk is verhoogd met grond die vrijkwam bij het graven van een (later weer gedempte) gracht rond het kerkhof. Mogelijk gebeurde dit, net als bij de kerk van Spijk of de kerk van Niehove, uit bijgeloof om de geesten van de doden op het kerkhof te houden en te verhinderen dat ze het dorp inkwamen. Aan de binnenzijde van de gracht liep het lijkpad. Uit opgravingen is gebleken dat het kerkhof al bestond voordat de stenen kerk werd gebouwd.

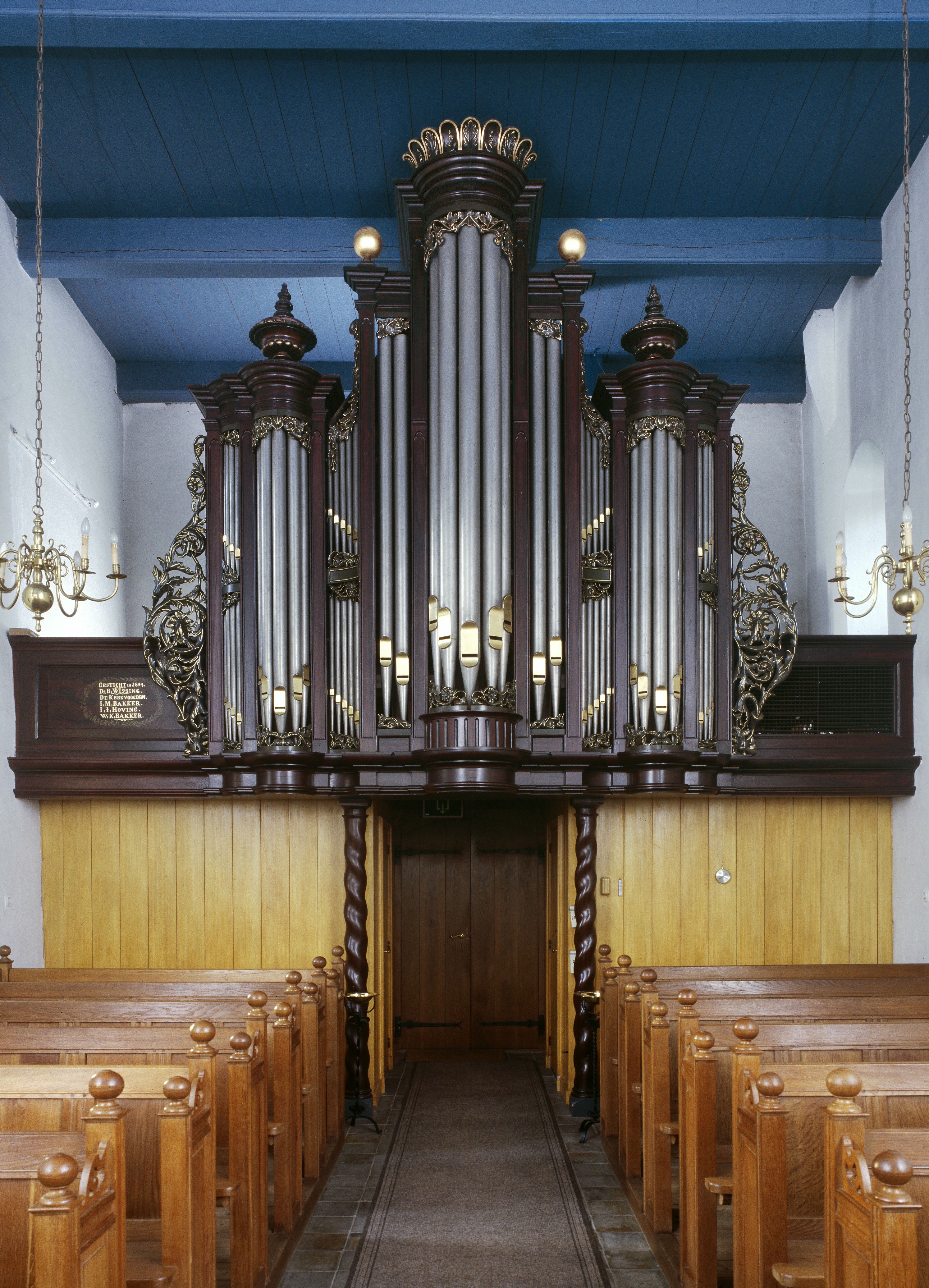
Van Oekelenorgel uit 1895
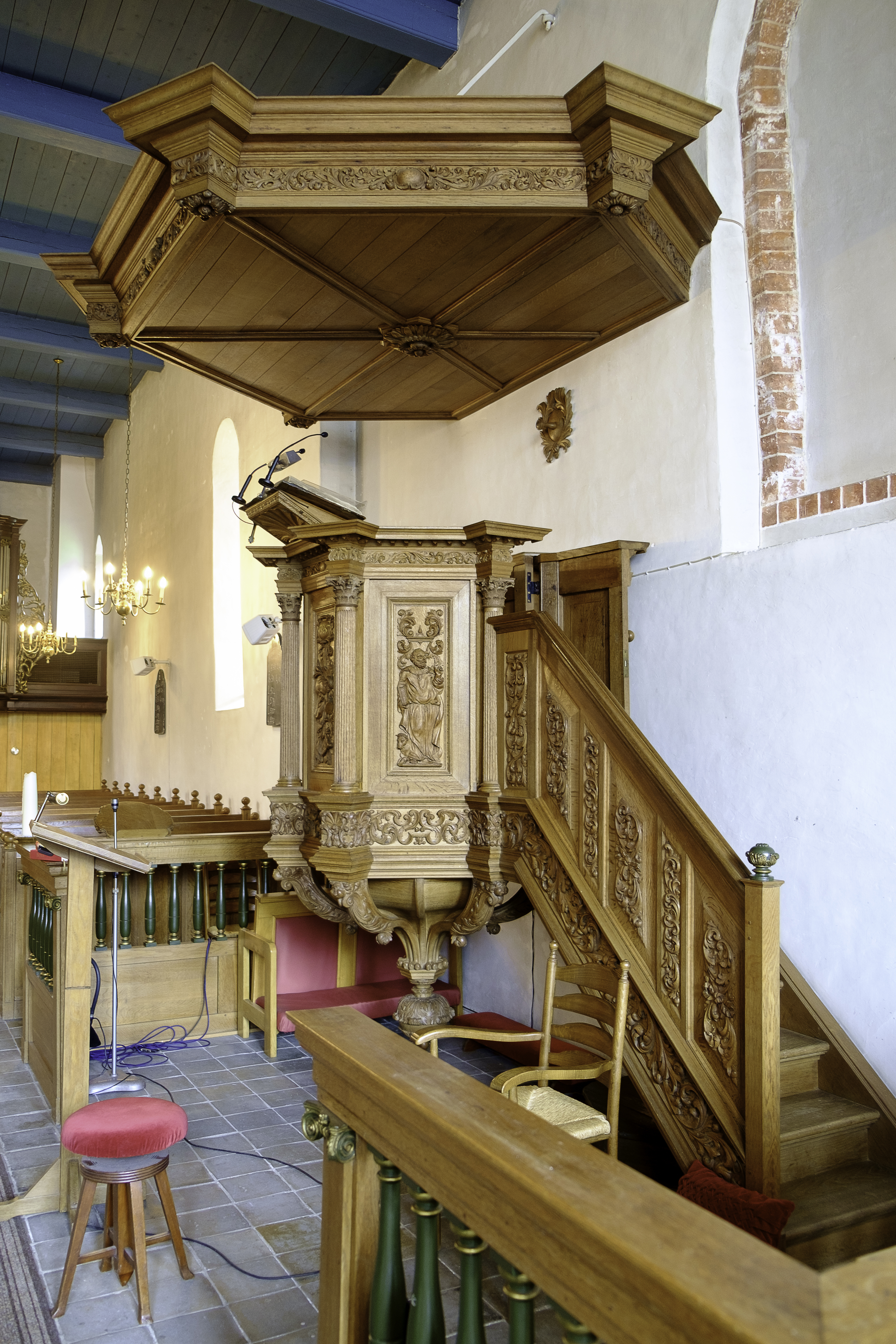
Preekstoel 1705
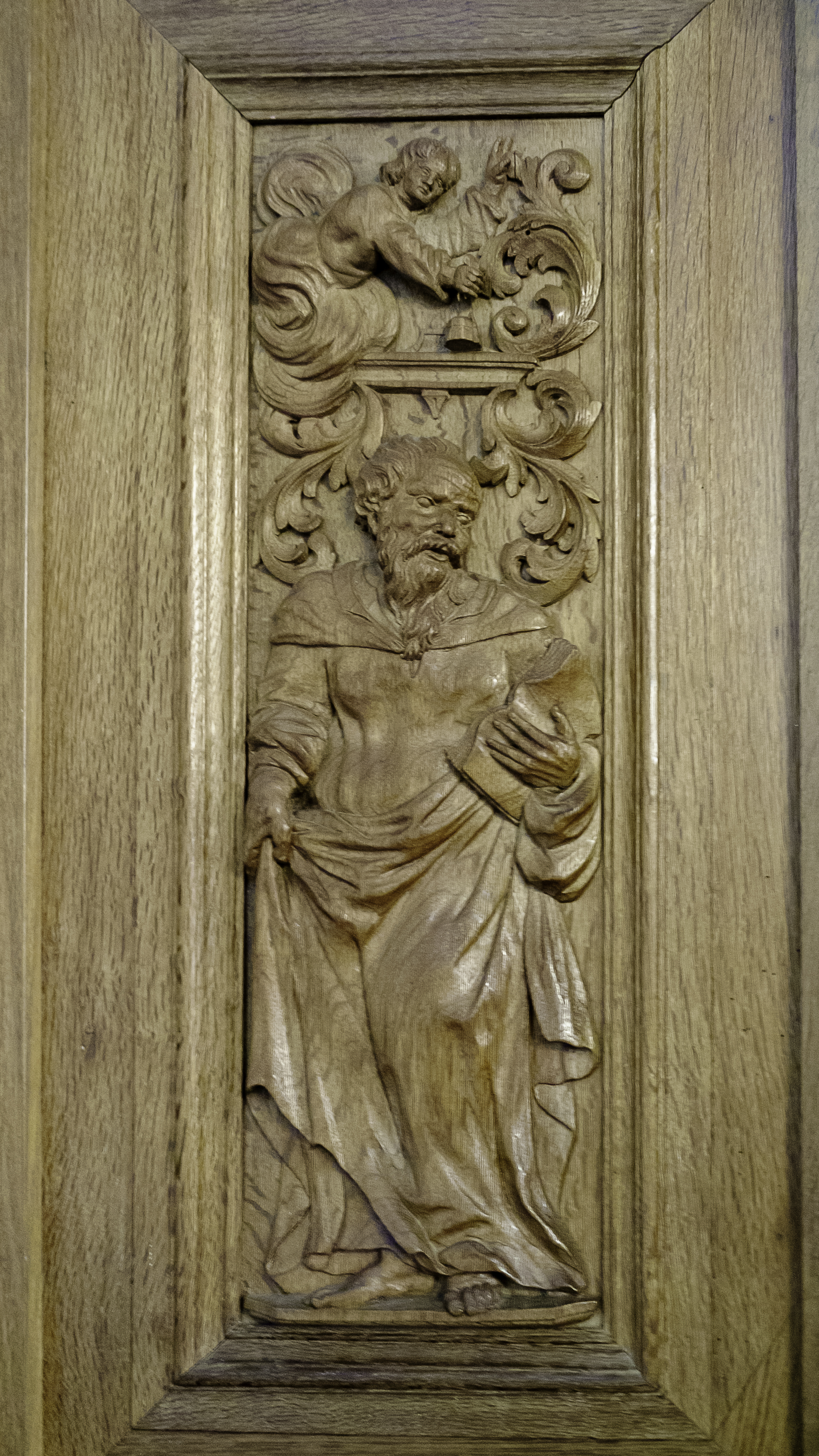
Paneel op de preekstoel: De evangelist Mattheus met een opengeslagen boek
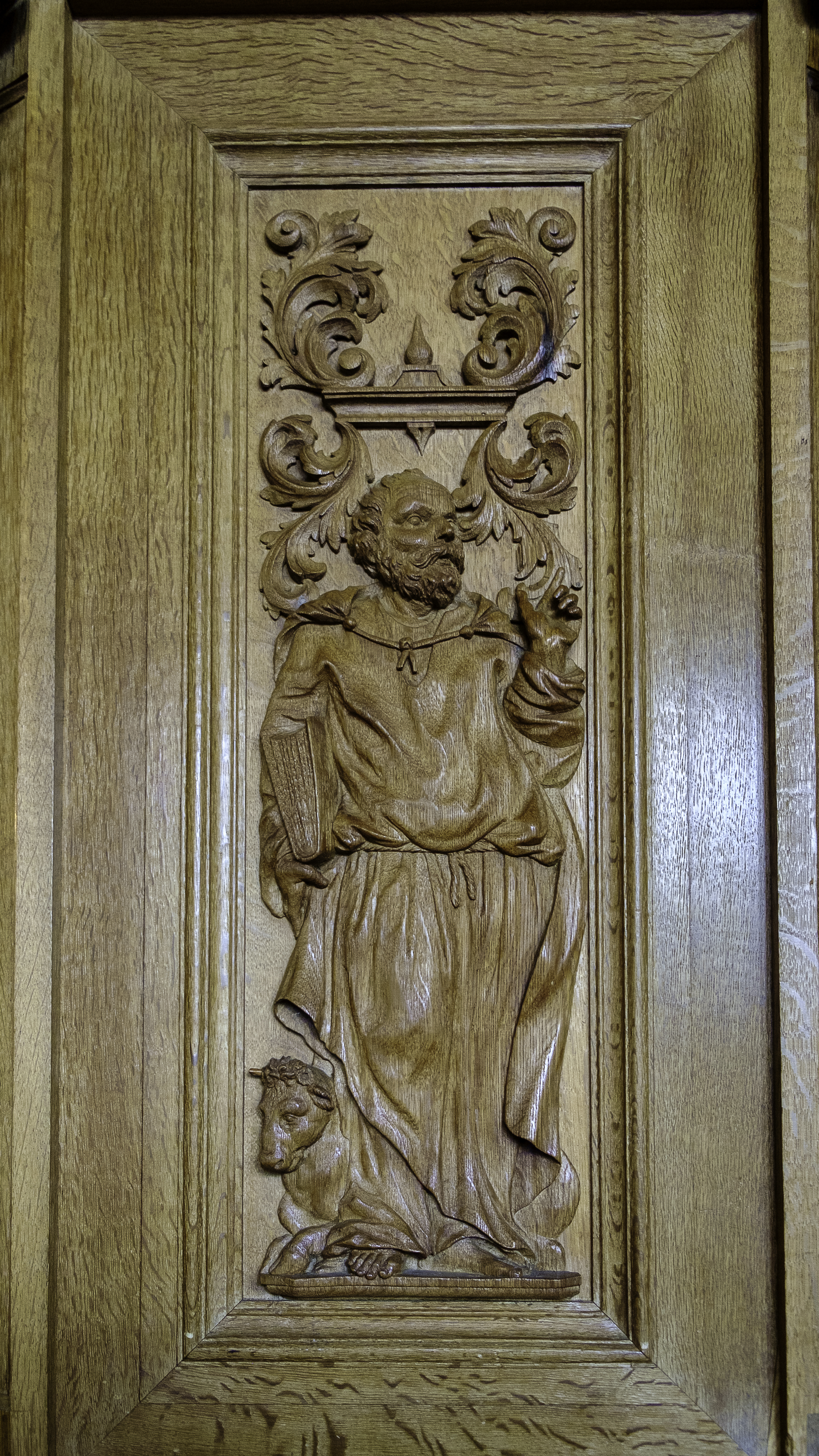
Paneel op de preekstoel: De evangelist Lucas met een rund
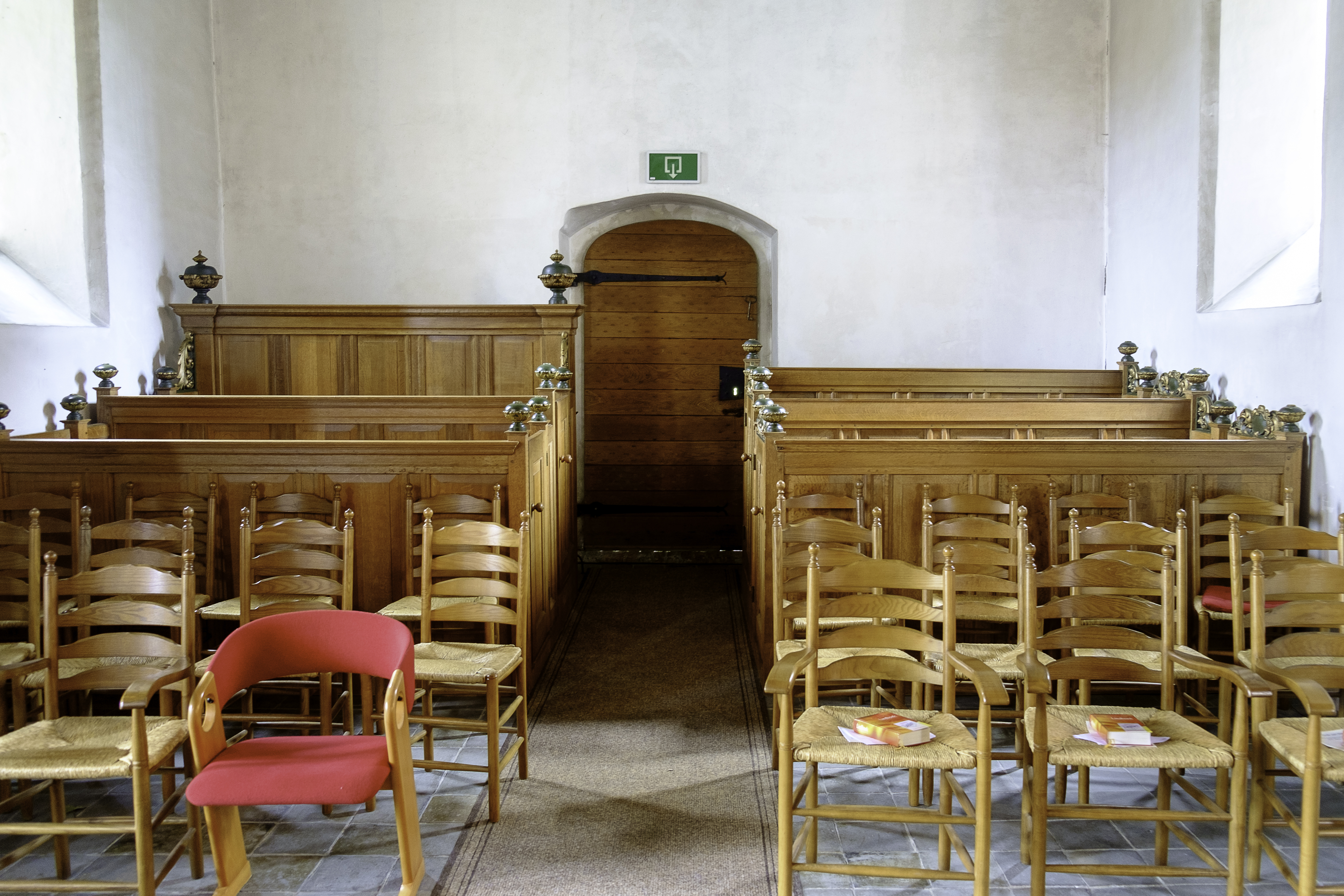
Banken
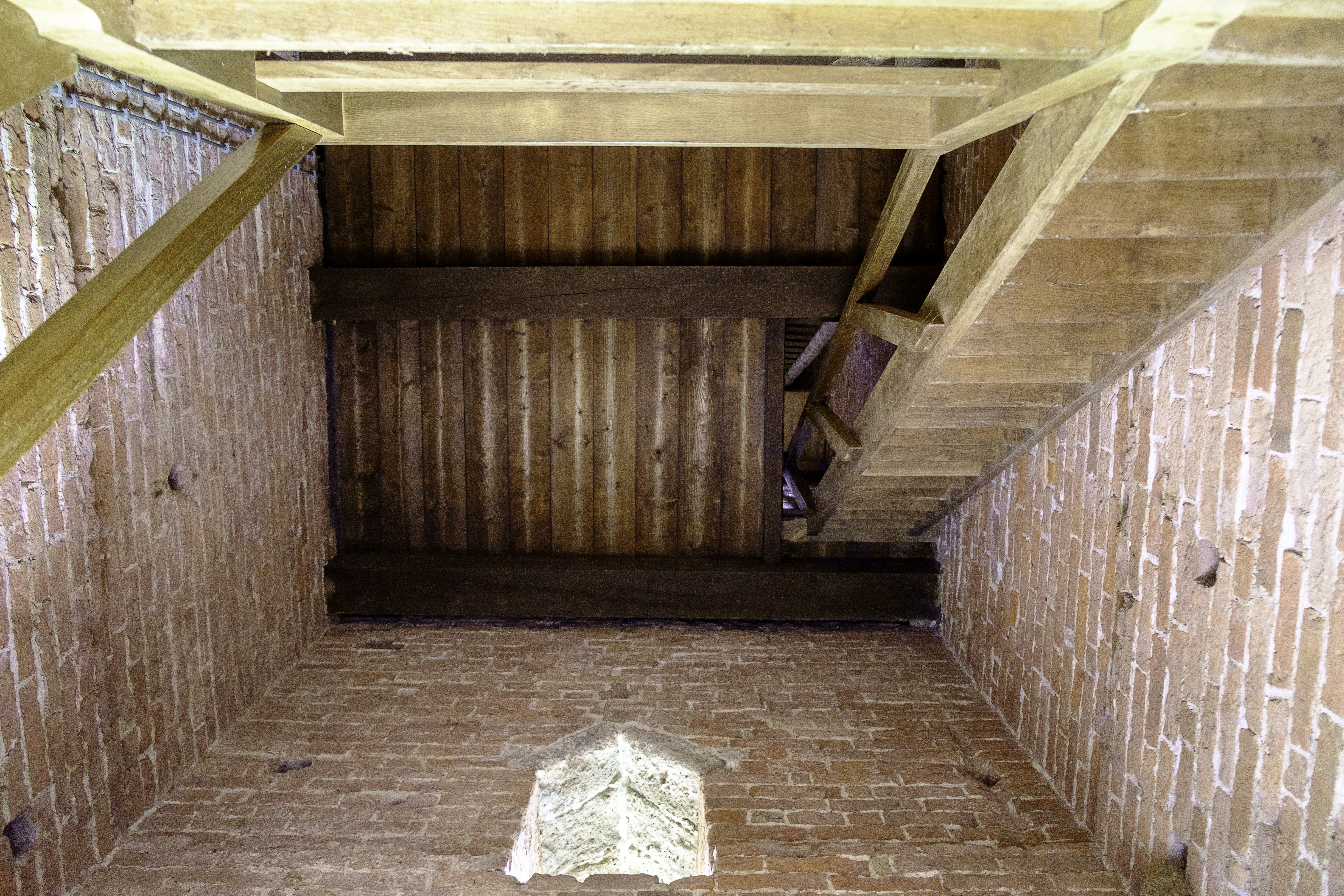
Binnenzijde van de toren, naar boven gezien